# Alte Kirche (Eidfjord)

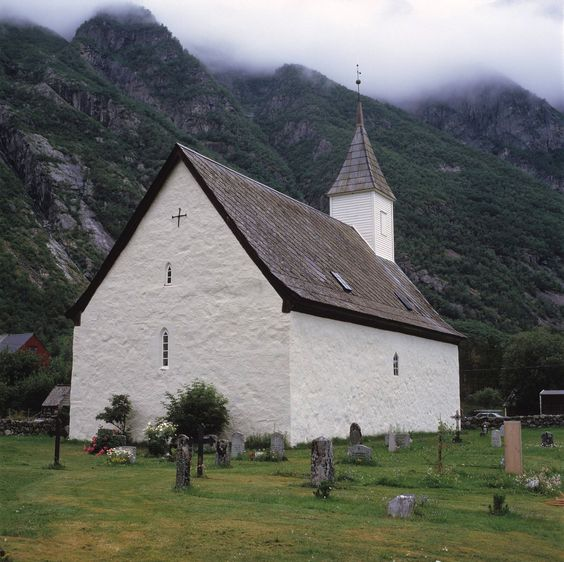
Die Alte Kirche von Eidfjord

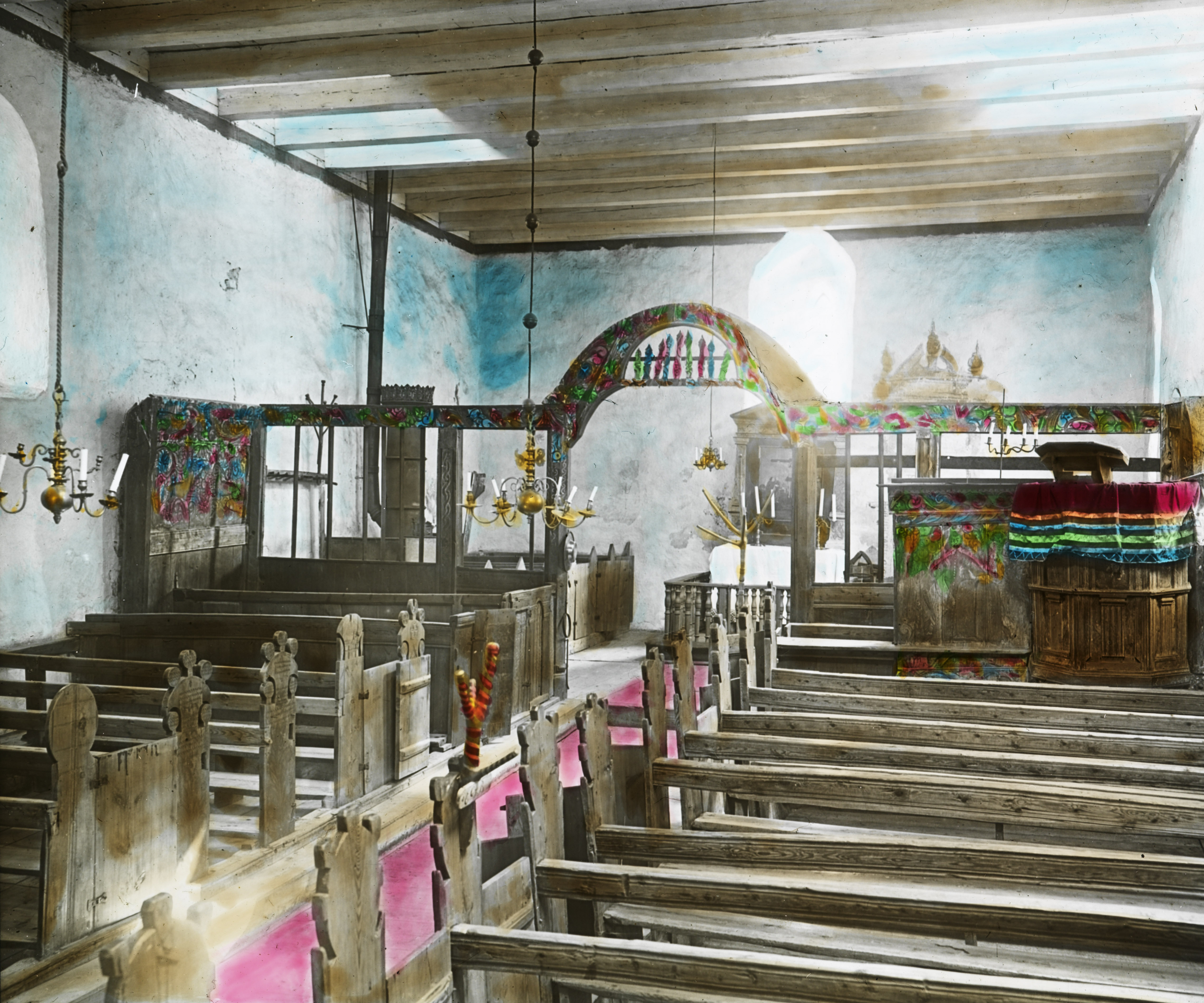
Das Innere der Kirche auf einer kolorierten Darstellung um 1915

Die evangelisch-lutherische Alte Kirche (norweg. Gamle kyrkje) ist ein Kirchengebäude der Norwegischen Kirche in Eidfjord in der Provinz Vestland. Die Kirche steht unter Denkmalschutz unter der Nummer 84069.

## Geschichte
Die weißverputzte, ursprünglich dem Apostel Jakobus geweihte Steinkirche wurde 1309 errichtet. Im selben Jahr setzte König Håkon V. den Priester Ivar ein. Erwähnt wird das Gotteshaus auch im Testament des Thorgeir Peterson aus Sponheim aus dem Jahr 1310, in dem dieser für den Bau der Kirche 4 Silbermark hinterließ. Die Legende, dass eine Frau namens Rike-Ragna die Kirche als Sühne für ihre Sünde errichten ließ, geht auf eine mit dem in der Kirche erhaltenen Grabstein verbundene, aber quellenmäßig nicht belegte Sage zurück.
Das saalartige Innere der romanischen Kirche wird nur von wenigen schmalen Fenstern beleuchtet. Die strenge rektanguläre Architektur der Kirche findet ihre Entsprechung in anderen nordischen Kirchenbauten um 1300, so der Kirche von Hvalsey auf Grönland oder der St.-Olav-Kirche auf den Färöern. In der zweiten Hälfte des 16. Jahrhunderts wurde das Waffenhaus angebaut.
Der Inventar stammt größtenteils aus der Renaissancezeit. Älter sind der verzierte Lettner, der den Altarraum vom Kirchenschiff trennt, und der erwähnte Grabstein der Ragna Asolsdatter.
Seit dem Bau der Neuen Kirche von Eidfjord 1981 wird die Alte Kirche nicht mehr als Pfarrkirche benötigt und nur noch für besondere Anlässe genutzt.